# Katiny
Katiny (oroszul: Катынь ['katɨnʲ], lengyel átírásban: Katyń) falu Oroszországban, a Szmolenszki területen, a Szmolenszki járásban, 18 kilométernyire Szmolenszktől nyugatra.
A Katiny melletti erdőségben került sor a második világháború alatt a katyńi vérengzésre, melynek során a többi hadifogolytáborban történt kivégzésekkel együtt több mint huszonkétezer tartalékos és hivatásos  lengyel hadifogoly tisztet és főtisztet gyilkolt meg az NKVD az ÖK(b)P Központi Bizottsága Politikai Bizottságának határozata alapján.